# Georg Stubenrauch von Tannenburg
Jiří šlechtic Stubenrauch z Tannenburgu (německy Georg Edler Stubenrauch von Tannenburg) (2. března 1826 Vídeň – 10. února 1886 Vídeň) byl rakousko-uherský generál. Byl účastníkem několika válečných tažení 19. století, v c. k. armádě nakonec dosáhl hodnosti polního podmaršála (1878) a svou kariéru zakončil jako zemský velitel pro Moravu a Slezsko se sídlem v Brně (1883–1886). 

## Životopis
Narodil se jako mladší syn c. k. plukovníka Georga Stubenraucha povýšeného v roce 1841 do šlechtického stavu. Od mládí sloužil v armádě a v revolučních letech 1848–1849 se zúčastnil bojů v Itálii, kde poté strávil několik dalších let. Sloužil v Miláně a později v Trevisu, v roce 1859 se zúčastnil války se Sardinií a v hodnosti majora byl poté pobočníkem arcivévody Albrechta jako velitele 8. armádního sboru v Itálii. Jako podplukovník byl poté štábním důstojníkem 42. pěšího pluku v Terezíně. Další války v Itálii v roce 1866 se zúčastnil jako ředitel operační kanceláře Jižní armády. Mezitím byl povýšen na plukovníka (1866) působil pak u vrchního velení armády a následně byl pobočníkem arcivévody Albrechta.
V roce 1872 byl povýšen na generálmajora a stal se velitelem pěší brigády v Klagenfurtu, na stejné pozici byl v roce 1876 přeložen do Gorice. V roce 1878 obdržel hodnost polní podmaršála jako velitel 36. pěší divize se zúčastnil operací spojených s okupací Bosny a Hercegoviny. Po převzetí správy Bosny a Hercegoviny do rakousko-uherské správy se stal divizním velitelem v Banja Luce, na stejné pozici byl později přeložen do Lublaně. V letech 1882–1883 byl zástupcem velitele 4. armádního sboru v Budapešti. V červnu 1884 byl jmenován velitelem 10. armádního sboru v Brně, respektive zemským velitelem pro Moravu a Slezsko. V této funkci zůstal do předčasné smrti ve věku nedožitých šedesáti let.
Za svou účast ve válkách obdržel několik ocenění. Byl nositelem Vojenského záslužného kříže s válečnou dekorací (1859), Řádu železné koruny III. třídy s válečnou dekorací (1866) a rytířem Leopoldova řádu s válečnou dekorací (1878), dále byl držitelem velkokříže srbského Řádu Takova. Jako velitel armádního sboru byl jmenován c. k. tajným radou s nárokem na oslovení Excelence (1883). Od roku 1883 byl čestným majitelem pěšího pluku č. 86 dislokovaného v Subotici.